# 白蕊巴戟
白蕊巴戟（学名：Morinda citrina var. chlorina）为茜草科巴戟天属下的一个变种。

## 扩展阅读
- 維基物種上的相關：白蕊巴戟